# Dan Burros
Daniel „Dan“ Burros (5. března 1937 – 31. října 1965) byl židovský člen americké nacistické strany. Trpěl duševní nestabilitou, což ho dovedlo k sebevraždě, několik hodin po prozrazení jeho židovského původu. Střelil se do hrudi a do hlavy; během toho údajně poslouchal hudbu Richarda Wagnera.

## Dětství
Narodil se v Queens, v New Yorku. Na střední škole se ukázal být velmi inteligentním (bylo mu změřeno IQ 154) a vedl si dobře ve většině předmětů. Neměl atletickou postavu, ani dobrý zrak, o to více se ale snažil zvítězit. Přitom se vyznačoval až zarputilostí a strachem z případné prohry.

## Vojenská služba
Přál si dostat se na vojenskou akademii ve West Pointu, přihlásil se ale k národní gardě. V roce 1955 ho americká armáda přijala, avšak později po řadě pokusů o sebevraždu ho propustila, navíc ve svém dopisu na rozloučenou chválil Adolfa Hitlera.

## Politická aktivita
Časem se přidal k Americké nacistické straně založené Georgem Lincolnem Rockwellem, veteránem námořnictva z druhé světové a korejské války. V pozdních 50. letech 20. století Rockwell přijal filozofii národního socialismu, považujíc to jen za jiný termín pro bílý nacionalismus. Také prohlašoval, že se cítí vinen za zabíjení Němců za války, jelikož věřil, že mají společného nepřítele – Židy. Těm zazlíval vytvoření a šíření komunismu. Jako námořní pilot dosáhl velitelské funkce a velitelem byl i v nově založené straně.
Burros byl několika dalšími členy strany podezříván ze židovského původu, což zapříčínilo jejich nedůvěru; to a ještě jeho bizarní chování. Někdy například přinesl do velitelství strany kniše se slovy: „Pojďme sníst tohle skvělé židovské jídlo!“ Také často trávil čas se židovskými ženami. Při jedné příležitosti popisoval svoji fantazii, v níž by klávesy u piana byly upraveny, aby uštědřovaly elektrické šoky vybranému Židovi, připojenému drátem. Věřil, že kombinace hraní na piano a elektrických šoků by přinutila oběť zmítat se do rytmu a poskytovat tak zábavu. Jiný příklad jeho duševního stavu je fakt, že vlastnil kostku mýdla zabalenou do papíru, na kterém byl vytištěno: „Vyrobeno z nejlepšího židovského tuku“.

## Sebevražda
Jeho skutečný původ byl zveřejněn v novinách New York Times, ve článku napsaném Johnem McCandlishem Phillipsem. Zakrátko po vydání spáchal sebevraždu.
Na tiskové konferenci rozladěný George Rockwell vyzdvihoval jeho oddanost pro věc. Využil příležitosti k verbálnímu útoku na Židy, které označil za „jedinečné lidi s výrazným množstvím mentálních poruch“ a připisoval Danovu sebevraždu „nešťastné židovské psychóze“.

## Odkaz
Burros je občas uváděn jako příklad sebenenávidějícího Žida. Jeho příběh později posloužil jako námět pro film Svatý boj a jednu epizodu seriálu Lou Grant. Burros nebyl jediným Židem v Americké nacistické straně, Leonard Holstein byl jednu dobu velitelem losangeleské pobočky.